# 南容迪亚伊
南容迪亚伊是巴西巴拉那州的一个市镇。总面积320.815平方公里，总人口3769人，人口密度11.7人/平方公里。